# Amphibotettix longipes
Amphibotettix longipes är en insektsart som beskrevs av Hancock, J.L. 1906. Amphibotettix longipes ingår i släktet Amphibotettix och familjen torngräshoppor. Inga underarter finns listade i Catalogue of Life.